# Wiktor Łabuński

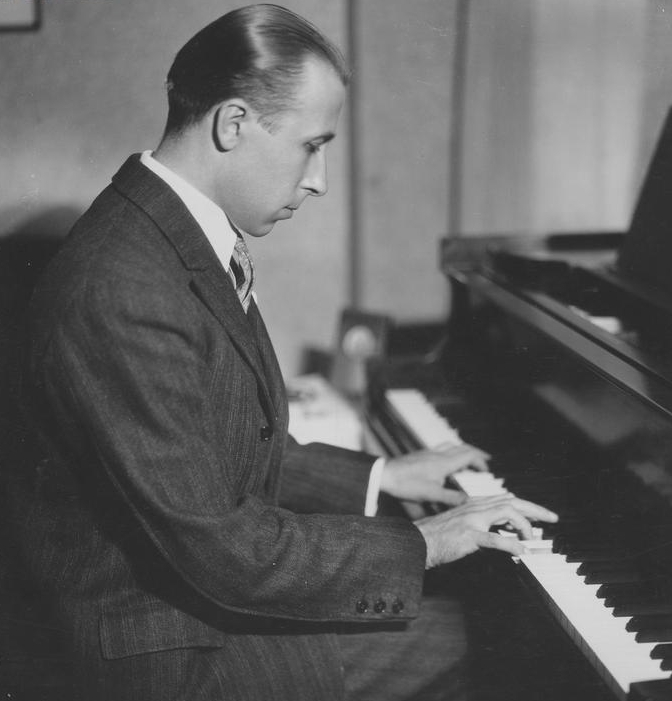
Wiktor Łabuński

Wiktor Łabuński (* 14. April 1895 in Sankt Petersburg; † 26. Januar 1974 in Kansas City) war ein polnisch-amerikanischer Komponist, Pianist und Musikpädagoge.
Der Bruder des Komponisten Feliks Łabuński hatte ab dem sechsten Lebensjahr Klavierunterricht bei Adolf Jaroszewski in Moskau. Zehnjährig trat er in das Sankt Petersburger Konservatorium ein. Dort besuchte er die Klavierklassen von Leonid Nikolajew und Felix Blumenfeld und studierte Kammermusik bei Wassili Iljitsch Safonow. 1918 setzte er seine Klavierausbildung bei Emil Młynarski in Warschau fort. Von 1919 bis 1928 war er Professor für Klavier am Konservatorium der Musikgesellschaft Krakau. Daneben gab er in Polen Konzerte unter der Leitung von Dirigenten wie Grzegorz Fitelberg und Hermann Abendroth und trat auch in England, Rumänien und Frankreich auf.
1928 ging er in die USA, wo er bereits im gleichen Jahr in der New Yorker Carnegie Hall debütierte. Es folgten Auftritte in Minneapolis, Nashville, Chicago und Toronto und eine USA-Tournee als Klavierbegleiter von Ada Sari. Gleichzeitig leitete er bis 1931 die Klavierklasse am Konservatorium von Nashville. Von 1931 bis 1934 unterrichtete er am Memphis Music College. Nach einem Aufenthalt 1934–35 in Polen, wo er im Auftrag der Musikorganisation ORMUZ als Pianist und Dirigent auftrat, leitete er bis 1937 das Musikcollege in Memphis. 1937 übernahm er die Klavierklasse des Konservatoriums von Kansas City, dessen Direktor er von 1941 bis 1958 war. Er setzte seine Lehrtätigkeit bis zu seinem Lebensende als Professor emeritus und Artist in Residence an der University of Missouri fort. Das Curtis Institute of Music ehrte ihn 1935 mit einem Ehrendoktortitel.

## Werke
- Toccata to Józef Hofmann für Klavier (1923)
- Wariacje na temat własny, Version 1 für Klavier (1923)
- Menuet für Klavier (1926)
- Impromptu für Klavier (1926)
- Rigaudon für Klavier (1927)
- Etiuda a-moll für Klavier (1932)
- Concertino c-moll für Klavier und Orchester (1932)
- Łatwe utwory für Klavier (1934)
- Symfonia g-moll für Orchester (1936)
- Koncert fortepianowy C-dur, Version 1 für Klavier und Orchester (1937)
- Reminiscence für Klavier (1943)
- Impromptu für Klavier (1947)
- Wariacje na temat własny, Version 2 für Klavier und Orchester (1948)
- Koncert fortepianowy C-dur, Version 2 für zwei Klaviere und Orchester (1950)
- Patterns für Klavier (1952, 1962)
- Poem für zwei Klaviere (1953)
- A Frivolous Passacaglia für Klavier (1956)
- Six Piano Pieces für Klavier (1956, 1962)

## Diskografie
- 2020: Complete Piano Works – Sławomir Dobrzański, piano – Acte Préalable AP0473[1]